# 高村和宏
高村和宏（1972年10月10日—）是GAINAX所属的日本男性动画师及人物设计师。出生于福井县，血型是B型。
高村和宏于代代木动画学院名古屋分校毕业后便加入了GAINAX。经常担任该社作品的人物设计、作画监督、原画等工作。《Strike Witches》是其第一部担任導演的动画。
有限会社中村プロダクション所属的动画工作者高村和宏是和他同名同姓的人。

## 主要参与作品

### 电视动画
- 新世纪福音战士 （1995年-1996年，動画、原画）
- 鲁邦三世 炎之记忆～TOKYO CRISIS～ （1998年，原画）
- （1998年，原画）
- 微星小超人 （1999年，原画）
- （1999年，分镜）
- 他与她的事情 （1998年-1999年，作画監督、原画、真人出演〈深田航平〉）
- 魔卡少女樱 （1998年-2000年，作画監督、原画）
- 此时此刻的我 （1999年-2000年，原画）
- 魔力女管家 （2001年，人物设计、総作画監督、作画監督、原画）
- 阿倍野桥魔法商店街 （2002年，#8客串人物设计）
- 魔力女管家～更美丽的事物～ （2002年-2003年，人物设计、総作画監督、作画監督、原画）
- 这丑陋又美丽的世界 （2004年，人物设计、総作画監督、作画監督、原画）
- 这就是我的主人 （2005年，人物设计、総作画監督、作画監督、原画）
- BLOOD+ （2006年，作画監督）
- 贫穷姊妹物语 （2006年，人物设计）
- 向阳素描 （2007年，分镜、原画）
- 天元突破 紅蓮螺巖 （2007年，作画監督、原画）
- 機動戰士GUNDAM 00 （2007年，作画監督）
- Strike Witches （2008年，監督、人物设计、剧本）
- 魔力女管家特別篇 我回來了◆歡迎回來 （2009年，人物设计、总作画監督）
- Strick Witches 2 （2010年，監督、动画人物设计）
- 丹特麗安的書架 （2011年、作画監督）
- THE IDOLM@STER （2011年、作画監督）
- Vividred Operation （2013年，監督、系列構成、人物設定）
- 無畏魔女 （2016年，監督、動畫人物設定）

### OVA
- 櫻花大戰 轟華絢爛 （2000年、原画）
- FLCL （2000年-2001年，原画、真人出演）

### 動畫劇場版
- 新世紀福音戰士劇場版：Air/真心為你（1997年、動画）
- 福音戰士新劇場版：破（2009年、原画）
- 強襲魔女劇場版 （2012年、監督・角色設計）

### 游戏书
- 女王之刃 （2006年，「冥土之誘惑 愛莉（冥土へ誘うもの アイリ）」的人物设计、原画）

### 成人游戏
- Figurehead （2007年，人物设计）

### 畫集
- 《高村和宏 Animation Works》（角川書店2010年3月26日出版，ISBN 978-4-04-854378-1）